# Flaga Stanów Zjednoczonych
Flaga Stanów Zjednoczonych – jeden z symboli państwowych Stanów Zjednoczonych Ameryki.
Flaga składa się z trzynastu równej wysokości poziomych pasów, na przemian czerwonych i białych (czerwony na początku i końcu). W lewym górnym rogu flagi znajduje się niebieski kanton z pięćdziesięcioma pięcioramiennymi białymi gwiazdami. Są one rozmieszczone w dziewięciu poziomych rzędach po 6 (na górze i dole) i 5 gwiazd przemiennie. 50 gwiazd symbolizuje 50 stanów amerykańskich, zaś 13 pasów – 13 pierwotnych kolonii.
Flaga USA jest potocznie zwana Stars and Stripes (Gwiazdy i pasy) lub, mniej powszechnie, Old Glory (Dawna chwała). Druga z nazw została ukuta w latach 30. XIX wieku i najczęściej używano jej w czasach 48-gwiazdkowej wersji flagi (w latach 1912–1959).

## Historia
Flaga przeszła aż 26 zmian od czasu przyjęcia jej przez unię 13 stanów. Obecnie obowiązująca flaga 50-gwiazdkowa jest najdłużej używaną wersją. 4 lipca 2008 roku wyprzedziła o rok wersję 48-gwiazdkową, która obowiązywała aż 47 lat.
14 czerwca 1777 roku Drugi Kongres Kontynentalny przyjął rezolucję o fladze, która głosiła: Postanawia się, że na fladze Stanów Zjednoczonych będzie trzynaście pasów, na przemian czerwonych i białych, a unię symbolizować będzie trzynaście gwiazd, białych na niebieskim polu, reprezentujących nową konstelację. Opisując nową flagę, Kongres napisał: Biel oznacza Czystość i Niewinność; czerwień – Niezłomność i Męstwo; błękit – Czujność, Wytrwałość i Sprawiedliwość. Dla upamiętnienia postanowień Kongresu, 14 czerwca obchodzone jest „Święto Flagi”. Rezolucja o fladze nie określała ułożenia gwiazd. Pierwotnie używano wielu wariantów, jak np. aranżacja ich na linii okręgu, lecz stopniowo skłoniono się ku układowi poziomych rzędów. Wraz z przyłączaniem do Unii kolejnych stanów, dokładano do flagi kolejne gwiazdy i pasy, aż do momentu gdy spowodowało to bałagan. W końcu ustalono, że każdy stan będzie symbolizować osobna gwiazda, jednak liczba pasków będzie wynosić 13, dla upamiętnienia liczby pierwotnych kolonii (por. flaga Synów Wolności). Flaga z 15 pasami i 15 gwiazdami zainspirowała Francisa Scotta Keya do napisania pieśni The Star-Spangled Banner, będącej obecnie narodowym hymnem USA.
Gdy następują zmiany w wyglądzie flagi, na mocy the Flag Act (Ustawy o fladze) z 4 kwietnia 1818 roku są one zawsze zatwierdzane 4 lipca danego roku w Filadelfii (4 lipca jest w USA świętem niepodległości). Ostatnia zmiana miała miejsce w 1960 roku, po przyłączeniu do USA Hawajów. Rok wcześniej przyłączono do USA Alaskę, co dało początek krótkiemu żywotowi flagi z 49 gwiazdami.
Amerykańska flaga po raz pierwszy powiewała nad Cooch's Bridge w stanie Maryland podczas wojny o niepodległość 3 września 1777 roku.
Pochodzenie projektu flagi USA nie jest znane. Popularna opowieść głosi, że niejaka Betsy Ross uszyła pierwszą flagę na podstawie szkicu George'a Washingtona, który osobiście zlecił jej tę pracę. Brytyjski historyk, sir Charles Fawcett, sugerował, że projekt flagi mógł być inspirowany flagą i banderą Brytyjskiej Kompanii Wschodnioindyjskiej (ich porównanie czyni ową hipotezę prawdopodobną ). Inna popularna teoria mówi, że flagę zaprojektował Francis Hopkinson. Podobno pierwotnie chciał zaaranżować gwiazdy w czterech rzędach – jeden pionowy, drugi poziomy i dwa ukośne. Według tego samego przekazu, układ ten został odrzucony ze względu na podobieństwo do flagi brytyjskiej.

## Projekt
Prawo Stanów Zjednoczonych nakazuje zachowywać następujące proporcje:
| Szerokość flagi                   | A=1        |
| Długość flagi                     | B=1,9      |
| Szerokość kantonu                 | C=0,5385   |
| Długość kantonu                   | D=0,76     |
| Odległość między rzędami gwiazd   | E=F=0,0538 |
| Odległość między kolumnami gwiazd | G=H=0,0633 |
| Średnica gwiazdy                  | K=0,0616   |
| Szerokość pasa                    | L=0,0769   |

## Tradycje
Podczas gdy instytucje publiczne mają wywieszoną flagę przez cały rok, większość zwykłych mieszkańców wywiesza ją tylko na specjalne okazje. Są to przede wszystkim święta narodowe, takie jak Memorial Day (upamiętniające żołnierzy poległych w służbie ojczyźnie, obchodzone w ostatni poniedziałek maja), Veteran's Day (święto weteranów wojen, obchodzone 11 listopada), President's Day (święto prezydenta, pierwotnie dla upamiętnienia urodzin prezydentów Washingtona i Lincolna, w trzeci poniedziałek lutego) i Independence Day (święto niepodległości 4 lipca). W Memorial Day powszechne jest umieszczanie małych flag przy pomnikach i grobach ofiar wojen.

## Symbolika
Dla obywateli USA ich flaga symbolizuje wiele rzeczy. Jest np. symbolem wolności i praw zagwarantowanych w konstytucji, wolności jednostki, po raz pierwszy ukonstytuowanej w Deklaracji Niepodległości.
Przyjętą metodą niszczenia starych, podartych flag jest palenie ich podczas specjalnej ceremonii. Palenie flagi jest też jednym z możliwych aktów obywatelskiego nieposłuszeństwa, w celu zaprotestowania przeciwko działaniom rządu, lub dla zamanifestowania postaw antyamerykańskich. Grupy obywateli zaniepokojonych takimi manifestacjami zaproponowały wprowadzenie poprawki do konstytucji, zakazującej palenia flagi w akcie protestu czy nieposłuszeństwa.
Flaga powieszona odwrotnie, dołem do góry, jest sygnałem niebezpieczeństwa. Sygnał ten jest zapisany w regulaminie wojskowym. Można go jednak wykonać tylko w sytuacji skrajnego niebezpieczeństwa.

## Wpływ na wygląd innych flag
Układ graficzny i kolorystyka flagi amerykańskiej zainspirowały projekty wielu innych flag, tak w przeszłości jak i obecnie. Oto kilka przykładów:

Flaga Salwadoru (1887–1912)
Flaga Brazylii (1889)
Flaga Urugwaju (od 1830)
Flaga Liberii (od 1847)
Flaga Portoryka (od 1952)

## Etykieta

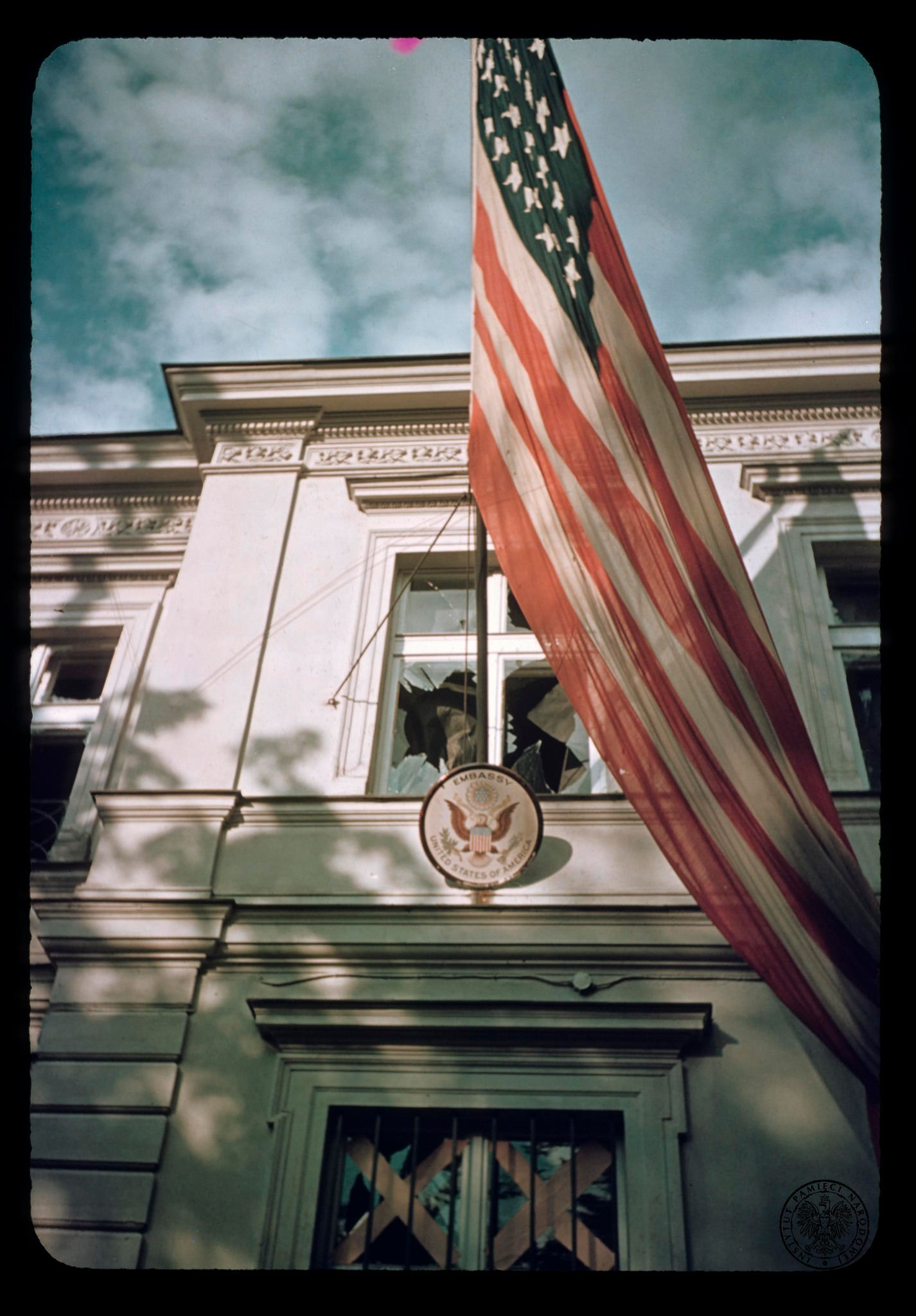
Flaga Stanów Zjednoczonych na fasadzie ambasady amerykańskiej w Warszawie w 1939

Istnieje szereg wytycznych dotyczących używania i wywieszania flagi amerykańskiej. Są one zawarte w United States Flag Code (Kodeksie flagi amerykańskiej) wydanym przez rząd federalny.

### Standardy poszanowania
- Wisząca flaga nie powinna omiatać żadnej osoby ani rzeczy.
- Flaga może wisieć do góry nogami jedynie w celu zasygnalizowania niebezpieczeństwa.
- Flagi nie należy używać jako nakrycia ani dekoracji. W celach dekoracyjnych można używać specjalnej tkaniny – kolor niebieski ma być wtedy na górze.
- Flagi nie można włóczyć po ziemi, ani jej zgniatać.
- Flagą nie można zakrywać sufitu.
- Flagi nie należy używać w celach reklamowych, ani umieszczać jej na towarach i opakowaniach, które zużywają się i mogą zostać wyrzucone. Nie można też umieszczać znaków reklamowych na drzewcu i samej fladze.
- Flagi nie należy używać jako części stroju lub kostiumu sportowego; może być jednak umieszczona na mundurach wojskowych, strażackich, policyjnych i umundurowaniu członków organizacji patriotycznych.
- Na fladze nie wolno umieszczać, ani przyczepiać do niej żadnego znaku, litery, słowa, cyfry, liczby czy jakiegokolwiek rysunku.
- Flagi nie można używać do przenoszenia czegokolwiek.
- Flagi nie można umieszczać na masce, dachu, bokach i tyle samochodu, pociągu i łodzi.
- Gdy flaga jest obniżona, żadna z jej części nie może dotykać ziemi czy innego obiektu; należy ją przekazywać z rąk do rąk. Powinna być przechowywana i złożona z należnym szacunkiem.
- Flagę należy w razie potrzeby wyczyścić i naprawić.
- Gdy flaga jest tak zdarta, że nie może dłużej służyć jako symbol USA, należy ją z szacunkiem zniszczyć, najlepiej poprzez spalenie (większość amerykańskich placówek wojskowych regularnie przeprowadza ceremonię palenia flag, często w święto flagi – Flag Day – 14 czerwca).

W przeciwieństwie do powszechnego poglądu, kodeks flagowy nie nakazuje spalenia flagi, która dotknie ziemi. Powinna ona zostać po prostu podniesiona.

### Wywieszanie flagi na zewnątrz
- Gdy flaga wywieszona jest na drzewcu wystającym z okna, balkonu czy budynku, musi być zawsze przytwierdzona na jego szczycie niebieskim prostokątem do góry, chyba że flaga ma być do połowy opuszczona. Kiedy jest wywieszona na tym samym maszcie co inne flagi, musi być umieszczona na górze, z wyjątkiem nabożeństw sprawowanych na statku przez kapelana dla załogi okrętu, kiedy to nad flagą może powiewać proporzec kościelny.
- Gdy flaga jest wywieszona na ulicy, powinna wisieć pionowo; jeśli wisi nad chodnikiem, powinna odstawać od budynku (w każdym przypadku z niebieskim prostokątem u góry).
- Gdy flaga wisi z towarzyszeniem flag poszczególnych stanów, społeczności lub stowarzyszeń, a są one tej samej wielkości i ułożone w linii prostej, musi być w miejscu honorowym, po prawej stronie (czyli po lewej z pozycji obserwatora). Inne flagi mogą być mniejsze, lecz żadna nie może być większa.
- Żadna inna flaga nie może być umieszczona powyżej. Flaga USA jest zawsze wciągana jako pierwsza i opuszczana jako ostatnia.
- W przypadku gdy wywieszone są równocześnie flagi innych państw, każda z nich musi mieć osobny maszt tej samej wysokości. Flagi powinny być tego samego rozmiaru i należy je wciągać i opuszczać równocześnie. Flaga jednego państwa nie może wisieć wyżej od flagi innego.
- Flagę należy wciągać energicznie, a opuszczać wolno.
- Oryginalnie flagę wywiesza się jedynie pomiędzy wschodem i zachodem słońca. Prezydent proklamował jednak zarządzenie, że w niektórych miejscach pamięci powiewa ona nieprzerwanie (np. w miejscach pamięci narodowej w Arlington i Lexington).
- Jeśli flaga jest wywieszona w nocy, musi być oświetlona.
- Podczas wciągania i opuszczania flagi salutuje się lub stoi na baczność. Pozycja ta obowiązuje do momentu odczepienia flagi od drzewca lub do ostatniego dźwięku towarzyszącej ceremonii muzyki.

### Wywieszanie flagi wewnątrz
- Wywieszonej fladze przysługuje umowne honorowe miejsce – zawsze po prawej stronie (patrząc z pozycji mówcy lub występującego na scenie). Inne flagi należy umieszczać w kierunku do lewej.
- Gdy wywieszonych jest więcej flag (stanów, społeczności lokalnych, stowarzyszeń), flaga USA powinna znajdować się najwyżej i w pozycji centralnej.
- Gdy flaga USA jest skrzyżowana z inną flagą, flaga USA ma być umieszczona po prawej stronie (czyli po lewej z pozycji obserwatora) i z drzewcem na wierzchu.
- Wywieszając flagę na ścianie, pionowo czy poziomo, należy umieścić ją tak, by prostokąt z gwiazdami był w lewym górnym rogu (patrząc z pozycji obserwatora).

### Przemarsz z flagą i salutowanie
- Gdy flaga jest niesiona podczas przemarszu, powinna znajdować się z prawej strony idących.
- Gdy niesione są inne flagi, flaga USA może znajdować się w pozycji centralnej przed innymi lub w tym samym rzędzie, ale z prawej. Gdy flaga jest niesiona, wciągana lub opuszczana, wszyscy obserwatorzy stoją na baczność i salutują.
- W celu oddania czci fladze wszyscy stają na baczność.
  - Umundurowani w odpowiedni sposób salutują.
  - Obywatele cywilni kładą prawą rękę na sercu, mężczyźni posiadający nakrycie głowy zdejmują je i przytrzymują przy lewym ramieniu, z prawą ręką na sercu.
  - Członkowie jednostek zorganizowanych salutują na komendę przełożonego.

### Ślubowanie wierności i hymn
- Ślubowanie wierności powinno się składać w pozycji na baczność, twarzą do flagi i salutując.
- Gdy odtwarzany lub śpiewany jest hymn narodowy, obywatele na pierwszy jego dźwięk powinni stanąć na baczność i zasalutować, utrzymując tę pozycję do ostatniej nuty. Gdy wywieszona jest flaga, honory oddaje się fladze, jeśli nie – hymnowi.

### Żałoba
- Aby umieścić flagę w połowie wysokości masztu na znak żałoby, należy najpierw wciągnąć ją do końca, a następnie powoli opuścić do połowy.
- W święto pamięci narodowej Memorial Day flaga jest do południa opuszczona do połowy masztu, a na pełnej wysokości wisi od południa do zachodu słońca.
- Flagę opuszcza się do połowy masztu na znak żałoby po przywódcach rządu i na zarządzenie prezydenta lub gubernatora.
- Flaga przykrywająca trumnę powinna być umieszczona niebieskim prostokątem u góry, tak aby znajdował się po stronie lewego ramienia zmarłego. Flagi nie spuszcza się z trumną do grobu.

### Składanie flagi

Zalecany sposób składania flagi

Gdy flaga jest nieużywana, powinna być złożona w trójkąt. Po całkowitym złożeniu powinien być widoczny jedynie trójkątny fragment niebieskiego prostokąta z gwiazdami.

## Historia układu gwiazd na fladze
Flag Act z roku 1818 zadeklarował, że każda nowa flaga zostanie przyjęta 4 lipca, więc po przyjęciu aktu nie było wariantów flag na 22, 39, 40, 41, 42 i 47 gwiazdek. Wariant 48-gwiazdkowy oficjalnie zaprojektowały władze Stanów Zjednoczonych.
| Liczba gwiazd | Wzór | Gwiazdy reprezentujące nowe stany | W użyciu                          | Czas w latach (miesiące) |
| ------------- | ---- | --- | --------------------------------- | ------------------------ |
| (0)           |      | Nowa Anglia (ku pamięci Wlk. Brytanii, z której pochodzili kolonizatorzy, założyciele „nowego państwa” – kolonii na nowym kontynencie) | 8 stycznia 1776 – 14 czerwca 1777 | 1 (17 miesięcy)          |
| 13            |      | Trzynaście kolonii | 14 czerwca 1777 – 1 maja 1795     | 18 (215 miesięcy)        |
| 15            |      | Kentucky, Vermont | 1 maja 1795 – 3 lipca 1818        | 23 (278 miesięcy)        |
| 20            |      | Indiana, Luizjana, Missisipi, Ohio, Tennessee                                                                                          | 4 lipca 1818 – 3 lipca 1819       | 1 (12 miesięcy)          |
| 21            |      | Illinois | 4 lipca 1819 – 3 lipca 1820       | 1 (12 miesięcy)          |
| 23            |      | Alabama, Maine | 4 lipca 1820 – 3 lipca 1822       | 2 (24 miesiące)          |
| 24            |      | Missouri | 4 lipca 1822 – 3 lipca 1836       | 14 (168 miesięcy)        |
| 25            |      | Arkansas | 4 lipca 1836 – 3 lipca 1837       | 1 (12 miesięcy)          |
| 26            |      | Michigan | 4 lipca 1837 – 3 lipca 1845       | 8 (96 miesięcy)          |
| 27            |      | Floryda | 4 lipca 1845 – 3 lipca 1846       | 1 (12 miesięcy)          |
| 28            |      | Teksas | 4 lipca 1846 – 3 lipca 1847       | 1 (12 miesięcy)          |
| 29            |      | Iowa | 4 lipca 1847 – 3 lipca 1848       | 1 (12 miesięcy)          |
| 30            |      | Wisconsin | 4 lipca 1848 – 3 lipca 1851       | 3 (36 miesięcy)          |
| 31            |      | Kalifornia | 4 lipca 1851 – 3 lipca 1858       | 7 (84 miesiące)          |
| 32            |      | Minnesota | 4 lipca 1858 – 3 lipca 1859       | 1 (12 miesięcy)          |
| 33            |      | Oregon | 4 lipca 1859 – 3 lipca 1861       | 2 (24 miesiące)          |
| 34            |      | Kansas | 4 lipca 1861 – 3 lipca 1863       | 2 (24 miesiące)          |
| 35            |      | Wirginia Zachodnia | 4 lipca 1863 – 3 lipca 1865       | 2 (24 miesiące)          |
| 36            |      | Nevada | 4 lipca 1865 – 3 lipca 1867       | 2 (24 miesiące)          |
| 37            |      | Nebraska | 4 lipca 1867 – 3 lipca 1877       | 10 (120 miesięcy)        |
| 38            |      | Kolorado | 4 lipca 1877 – 3 lipca 1890       | 13 (156 miesięcy)        |
| 43            |      | Idaho, Montana, Dakota Północna, Dakota Południowa, Waszyngton                                                                         | 4 lipca 1890 – 3 lipca 1891       | 1 (12 miesięcy)          |
| 44            |      | Wyoming | 4 lipca 1891 – 3 lipca 1896       | 5 (60 miesięcy)          |
| 45            |      | Utah | 4 lipca 1896 – 3 lipca 1908       | 12 (144 miesiące)        |
| 46            |      | Oklahoma | 4 lipca 1908 – 3 lipca 1912       | 4 (48 miesięcy)          |
| 48            |      | Arizona, Nowy Meksyk | 4 lipca 1912 – 3 lipca 1959       | 47 (564 miesiące)        |
| 49            |      | Alaska | 4 lipca 1959 – 3 lipca 1960       | 1 (12 miesięcy)          |
| 50            |      | Hawaje | od 4 lipca 1960                   | 64 lata 263 dni          |

## Unikod
W standardzie Unikod flagę Stanów Zjednoczonych wpisuje się poprzez połączenie dwóch symboli U+1F1FA, U+1F1F8 🇺🇸 REGIONAL INDICATOR SYMBOL LETTER U, REGIONAL INDICATOR SYMBOL LETTER S.